# 福建阔盘吸虫
福建阔盘吸虫（学名：Eurytrema fukienensis）为双腔科阔盘属的动物。在中国大陆，分布于福州等地，营寄生生活，终末宿主山羊，寄生于胰脏以及胰管。该物种的模式产地在福州。